# 2007 WD5
2007 WD5 es un asteroide de 50 m (160 pies) de diámetro descubierto en 2007, clasificado como un objeto próximo a la Tierra (más conocidos por su acrónimo en inglés NEO) de la clase Apolo, que también es clasificado dentro del grupo de asteroides cuya órbita cruza la del planeta Marte. Las primeras observaciones del 2007 WD5 causaron conmoción en la comunidad científica mundial, debido a que inicialmente se estimó que tenía una probabilidad de 1 en 75 de colisionar con Marte el 30 de enero de 2008. Tras observaciones posteriores de seguimiento se descartó la posibilidad de una colisión durante este encuentro cercano, o durante las próximas décadas, ya fuera con Marte o con la Tierra.

## Descubrimiento

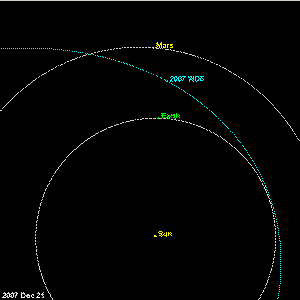
Órbita de 2007 WD5.

El asteroide fue descubierto el 20 de noviembre de 2007 por Andrea Boattini, miembro del equipo de Vigilancia de la Bóveda Celeste de Catalina (en inglés: Catalina Sky Survey), en Tucson, Arizona, que es uno de los cuatro centros que trabajan para el Programa de Observación de Objetos Cercanos a la Tierra, conocido como Spaceguard, financiado por la NASA y fue puesto en una "lista de vigilancia" al pasar su órbita cerca de la Tierra.
Este programa sigue las órbitas de los asteroides y cometas que pasan cerca de la Tierra para determinar si alguno podría ser potencialmente peligroso para nuestro planeta. Otras observaciones llevadas a cabo por el programa Spacewatch en el Observatorio de Kitt Peak y el de Magdalena en Nuevo México han dado suficientes datos como para determinar que el asteroide no era un peligro para la Tierra.
El asteroide 2007 WD5 despertó interés mundial debido a que inicialmente se estimó que podría impactar el planeta Marte, posibilidad que posteriormente fue descartada por la NASA tras acumular más datos obtenidos por cuatro observatorios que rastrearon el asteroide. Los análisis de la NASA también mostraron que no existe posibilidad de un impacto con Marte o con la Tierra en los próximos cien años.

## Posición y fecha del acercamiento a Marte

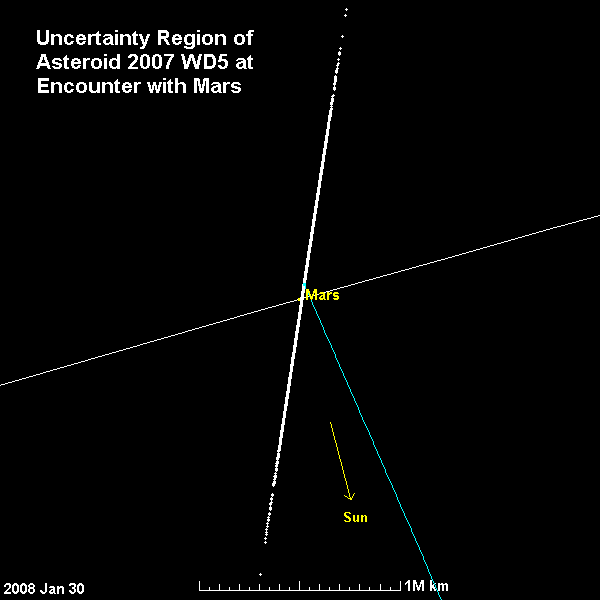
Región de posible impacto con Marte.

El 1 de noviembre de 2007, 19 días después de su descubrimiento, este pequeño asteroide estaba a una distancia de 7.5 millones de km de la Tierra. El 21 de diciembre estaba, aproximadamente, a mitad de camino entre Marte y la Tierra, y se calculó que el 30 de enero de 2008 pasaría a unos 50.000 km de Marte, la distancia más corta, existiendo una posibilidad de impacto con el mismo de 1 en 75. 
En julio de 2003 el asteroide pasó a 0.07 UA de Marte, y si en esta ocasión no impacta, como es lo más probable, continuará su órbita entre la Tierra y Marte, aunque es posible que este acercamiento introduzca cambios en la misma.
El 2 de enero de 2008, científicos de la NASA anunciaron que la probabilidad del posible impacto con Marte era de 1 en 28, con base en observaciones realizadas entre el 29 de diciembre de 2007 y el 2 de enero de 2008, las cuales permitieron mejorar la precisión del cálculo de la órbita del asteroide.
El 9 de enero, tras considerar una mayor cantidad de datos de cuatro observatorios, la NASA descartó la posibilidad de una colisión, al estimar que la probabilidad de impacto había disminuido para 1 en 10 000 (0.01%). Se calculó que el asteroide pasaría a 26 000 km de Marte, medidos respecto al centro del planeta, con un margen de confianza de 99,7%. El paso cercano del asteroide 2007 WD5 ocurrió el 30 de enero de 2008, aproximadamente a las 12:00 UTC. El 11 de enero la NASA anunció que la probabilidad de impacto era de cero.

## Escenario del posible impacto

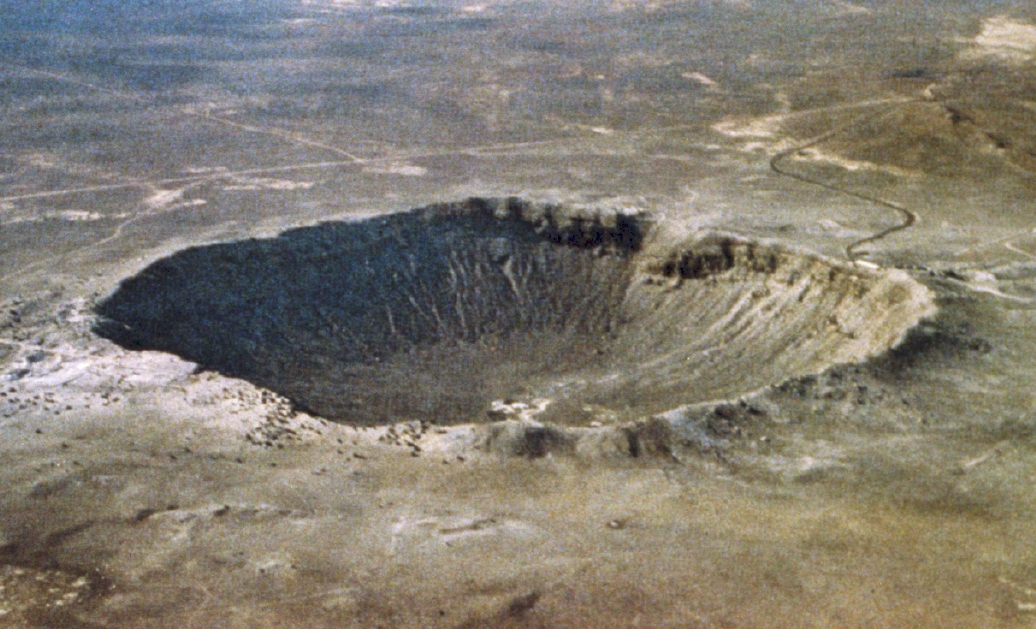
Cráter del Meteorito (o Cráter Barringer), en Flagstaff, Arizona.

Si el impacto hubiera ocurrido, se estimó que hubiera colisionado con una velocidad de 13.5 km/s y hubiera producido una explosión equivalente a 3 millones de toneladas de TNT. Debido a la delgada atmósfera de Marte alcanzaría intacto su superficie, el cráter resultante hubiera sido de 0.8 km de diámetro, de similar magnitud al cráter del meteorito de Arizona. El sitio impacto hubiera ocurrido al norte de donde se encontraba en ese momento el rover Opportunity de la NASA.
También se estimó que el asteroide 2007 WD5 sea de aproximadamente el mismo tamaño que el objeto que causó el evento de Tunguska en 1908, ocurrido en la región central de Siberia, Rusia. 
Debido a la gravedad de la Tierra, se calcula que un impacto de este tipo puede ocurrir una vez cada cien años. Puesto que Marte posee una gravedad de un 10% de la de nuestro planeta, es razonable que la probabilidad de este tipo de impactos en el planeta vecino sea de una vez cada mil años.

## Otros impactos
El único impacto de un objeto contra un planeta hasta ahora observado ocurrió en julio de 1994, cuando el cometa Shoemaker-Levy 9, tras romperse en más de 20 partes, penetró en la atmósfera de Júpiter. Aunque se tenía conocimiento de que los impactos han sido parte de la historia evolutiva del Sistema Solar, nunca antes había sido posible observar alguno. Por lo tanto, esta parecía ser la segunda oportunidad en la historia de observar directamente un objeto celeste impactando contra un planeta.

## Enlaces externos

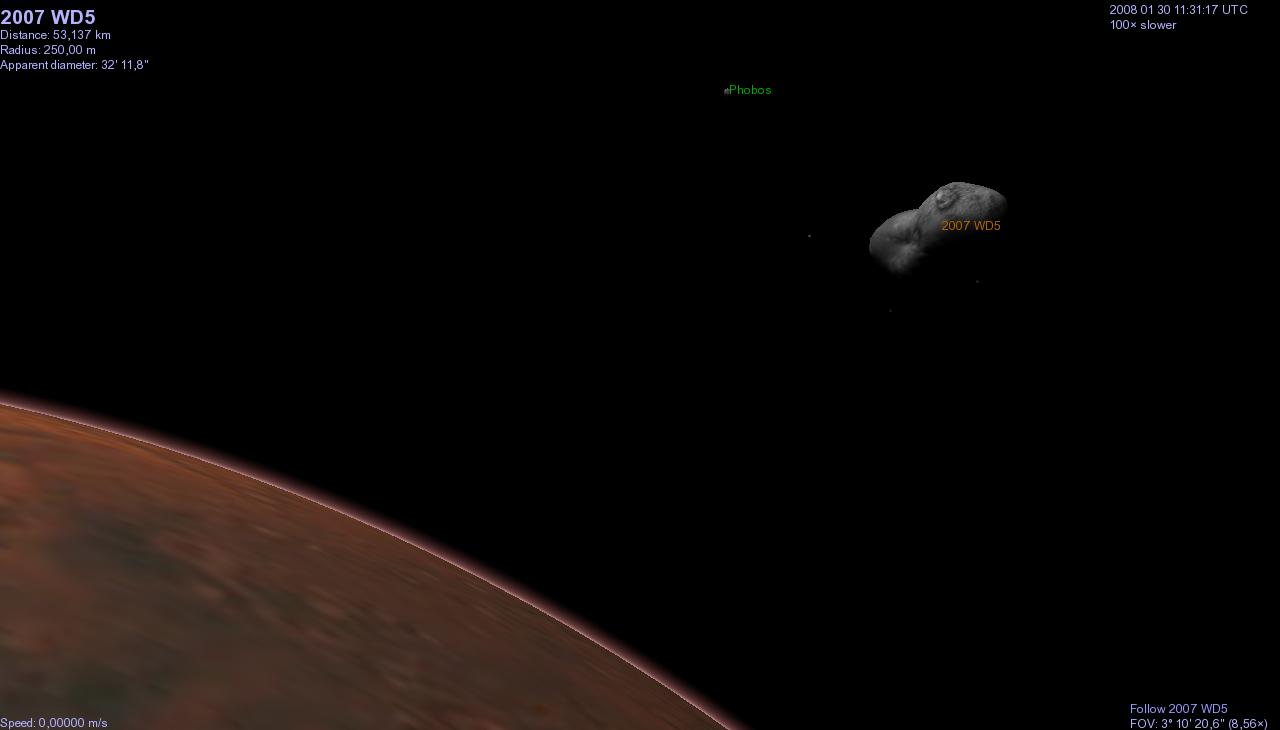
2007 WD5 a su paso por Marte, el 30 de enero. Fobos al fondo. Imagen generada con Celestia.